# Acropteris teriadata
Acropteris teriadata es una especie de polilla del género Acropteris, familia Uraniidae.
Fue descrita científicamente por Guenée en 1857.

## Distribución
Se encuentra en Nueva Guinea y Australia.